# Casement Park
Het Casement Park (Iers: Páirc Mhic Asmaint) is een gepland stadion in de Noord-Ierse hoofdstad Belfast. Het stadion wordt gebouwd op de plaats waar het van 1953 tot 2013 gebruikte gelijknamige stadion stond. Net als dit stadion, zal het stadion genoemd worden naar Roger Casement.
Het stadion in Belfast zou een van de 10 stadions zijn waar het Europees kampioenschap voetbal 2028 wordt gehouden. Op 16 juni 2024 bevestigde de Noord-Ierse premier Michelle O'Neill dat Casement Park, met financiële ondersteuning van de Britse regering, zou worden gebouwd. Op 20 februari 2024 had de Ierse regering een bijdrage aan het project van vijftig miljoen euro toegezegd.
Het stadion is bereikbaar met openbaar vervoer via het station Balmoral dat bediend wordt door de spoorlijn Belfast - Newry.

## Oud stadion

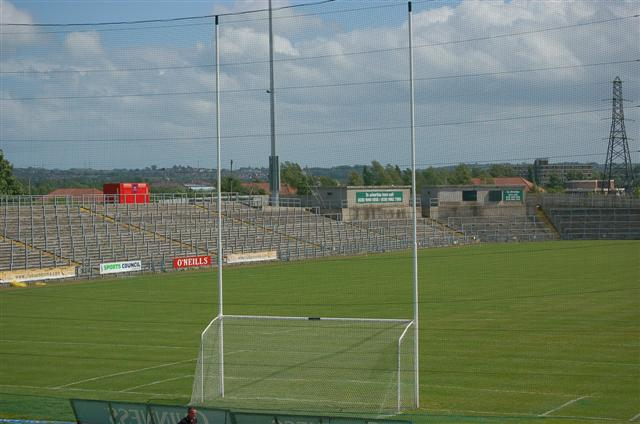
Oud stadion (2007)

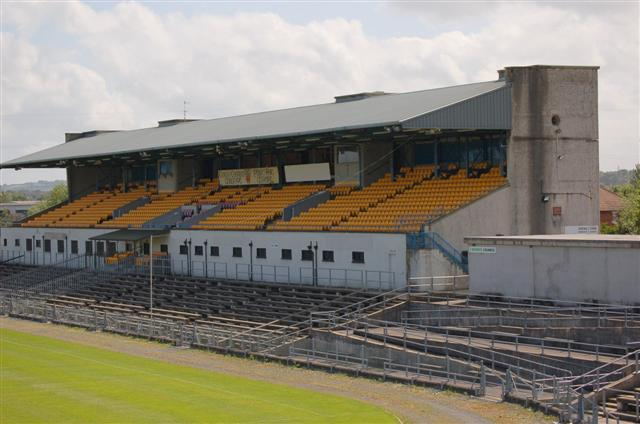

Het vorige Casement Park werd gebouwd in de jaren na de Tweede Wereldoorlog, waarbij de hoofdtribune naar verluidt staal bevatte dat werd teruggewonnen uit niet meer gebruikte militaire vliegtuighangars in County Fermanagh. Het veld werd ingehuldigd in juni 1953, toen Armagh Harps St John's of Antrim versloeg in de finale van het inaugurele Ulster Senior Club Football Championship. Het pas geopende Casement Park was minder dan een maand later gastheer voor de finale van het Ulster Senior Football Championship, waarin Armagh GAA regerend All-Ireland-kampioen Cavan GAA versloeg. Het was een van de grootste stadions in Noord-Ierland en bood plaats aan 31.500 toeschouwers.
Het werd vernoemd naar Roger Casement, een Ierse revolutionair die in 1916 werd geëxecuteerd voor zijn rol in de Paasopstand. In het stadion werden meerdere Gaelic games beoefend. Het stadion was het thuisstadion van meerdere Gaelic football teams en het hurling team van county Antrim.
De locatie van het veld in een republikeinse buurt zorgde tijdens The Troubles voor incidenten die ertoe bijdroegen dat de unionisten de Gaelic Athletic Association (GAA) als pro-republikeins beschouwden. Er werden rally's tegen de invoering van de internering gehouden op 12 september 1971 en 19 maart 1972. Het terrein werd bezet door het British Army vanaf Operation Motorman op 31 juli 1972 tot oktober 1973. Provisional IRA-leden toonden wapens tijdens een rally in augustus 1979. In maart 1988 werden twee legerkorporaals die inreden op een republikeinse begrafenisstoet geslagen in Casement Park voordat ze werden gedood op een nabijgelegen braakliggend terrein. De herdenkingen van de hongerstaking in 1981 werden gemarkeerd door bijeenkomsten in het stadion in 2001 en 2006, tegen de wens van de GAA Central Council.
In totaal hebben er in Casement Park acht Ulster voetbalfinales plaatsgevonden. In het stadion in Antrim is de provinciale finale sinds 1971 echter niet meer gehouden. Sindsdien is de finale elk jaar in St. Tiernach's Park in Clones gehouden, behalve tussen 2004 en 2006, toen de finale naar Croke Park werd verplaatst vanwege de grote vraag naar kaartjes. Door een grote facelift van het stadion in 2000 werden meer kampioenschapswedstrijden in Casement Park gespeeld. In 2006 werden schijnwerpers geïnstalleerd.
Het stadion organiseerde voor het laatst een wedstrijd op 10 juni 2013, de kwartfinale van het Ulster Senior Football Championship 2013 tussen Antrim en Monaghan. In november 2016 werd Casement Park opgenomen als onderdeel van het, uiteindelijk mislukte, bod van de Irish Rugby Football Union om de wereldbeker rugby van 2023 te organiseren.
In juni 2013 werd het stadion gesloten, en tegen 2021 was het in een staat van verval, met herontwikkelingsplannen die al enkele jaren op zich lieten wachten. Hoewel de bouwvergunning voor de herontwikkeling van Casement Park in juli 2021 werd bevestigd, bleef activiteit op het terrein uit. In maart 2024 zijn de sloopwerkzaamheden aangevat, maar er bleef onzekerheid bestaan over de financiering en de timing van de voorgestelde herontwikkeling. 